# Peter Landi
Peter Landi ist ein britischer Schauspieler.

## Leben
Landi studierte von 1980 bis 1983 Chemieingenieurwesen an der University of Leeds. Er schloss sein Studium mit dem Bachelor of Science ab. 2004 spielte er im Fernsehfilm Whose Baby? in einer Nebenrolle mit. Ab den 2010er Jahren folgten Episodenrollen unter anderen in den Fernsehserien Nuzzle and Scratch: Frock and Roll, Law & Order: UK und EastEnders. 2013 spielte er im Film Captain Phillips mit. Ab Mitte der 2010er Jahre spielte er an verschiedenen Theaterstücken, unter anderen an der Library Theatre Company Manchester, dem Nationaltheater oder Nimax-Theater, mit. Von 2016 bis 2018 stellte er in fünf Episoden der Fernsehserie Cuckoo die Rolle des Adrian. 2018 spielte er unter anderen im Kurzfilm Lucid mit, der auf den Internationalen Filmfestspielen von Venedig gezeigt wurde. Von 2021 bis 2023 stellte er die Rolle des Lloyd Shelley in der Fernsehserie Ted Lasso dar.
2024 stellte er in drei Episoden der Fernsehserie Der Herr der Ringe: Die Ringe der Macht die Rolle des Hobbits Marmadas dar.

## Filmografie (Auswahl)
- 2004: Whose Baby? (Fernsehfilm)
- 2010: Origin (Kurzfilm)
- 2011: Nuzzle and Scratch: Frock and Roll (Fernsehserie, Episode 1x03)
- 2011: Law & Order: UK (Fernsehserie, Episode 6x02)
- 2013: Captain Phillips
- 2013: EastEnders (Fernsehserie, Episode 1x4733)
- 2014: The Double Deal (Kurzfilm)
- 2015: The C Word (Fernsehfilm)
- 2015: River (Fernsehserie, Episode 1x05)
- 2015: Doctors (Fernsehserie, Episode 16x218)
- 2016: Dickensian (Fernsehserie, Episode 1x05)
- 2016: Eine Frau an der Front (Our Girl, Fernsehserie, Episode 2x05)
- 2016–2018: Cuckoo (Fernsehserie, 5 Episoden)
- 2018: Aux
- 2018: Macmillian Cancer Support Commercial (Kurzfilm)
- 2018: Lucid (Kurzfilm)
- 2020: Doctors (Fernsehserie, Episode 21x131)
- 2021: The Canterville Ghost (Fernsehserie, Episode 1x01)
- 2021–2023: Ted Lasso (Fernsehserie, 5 Episoden)
- 2022: The Chelsea Detective: The Wages of Sin (Fernsehfilm)
- 2024: Beyond Paradise (Fernsehserie, Episode 2x01)
- 2024: The Regime (Miniserie, Episode 1x04)
- 2024: Der Herr der Ringe: Die Ringe der Macht (The Lord of the Rings: The Rings of Power, Fernsehserie, 3 Episoden)

## Theater (Auswahl)
- The Invention of Love, Regie: Blanche McIntyre, Hampstead Theatre
- Antony and Cleopatra, Regie: Blanche McIntyre, Shakespeare’s Globe
- Witness for the Prosecution, Regie: Lucy Bailey, Eleanor Lloyd Productions and Rebecca Stafford Productions / County Hall
- The Moustrap, Regie: Ian Talbot, St Martin’s Theatre, West End
- The Bodyguard, Regie: Thea Sharrock, Michael Harrison and David Ian / No.1 UK Tour
- This House, Regie: Jeremy Herrin, National Theatre / Headlong / Chichester
- To kill a Mockingbird, Regie: Max Webster, Royal Exchange Manchester
- King Lear, Regie: Sir Jonathan Miller, John Lyon Hall
- I.D., Regie: Nancy Meckler, Almeida Theatre
- Paintung a Wall, Regie: Titas Halder, Finborough Theatre
- Piaf, Regie: Damien Cruden, York Theatre Royal
- Rat Pack Confidential, Regie: Giles Croft, Nottingham Playhouse Theatre
- Of Mice and Men, Regie: Mark Babych, Octagon/York
- Death of a Salesman, Leicester Haymarket Theatre
- A Tribute to the Blue Brothers, Regie: David Leland, David Pugh Ltd
- Newsrevue, Regie: Paula Tappenden, News Revue
- Oscar, Regie: Jamie Hayes, Tricycle Theatre
- Damned for Despair, Regie: Stephen Daldry, Gate Theatre